# Georg Langreuter
Georg Langreuter  (* 5. Februar 1855 in Vechta; † 7. März 1902 in Weilmünster) war ein deutscher Psychiater.
Langreuter studierte in Jena, Leipzig und München mit dem Staatsexamen und Rigorosum in München. Danach war er zwei Jahre Assistenzarzt an der Braunschweigischen Landes-Irrenanstalt in Königslutter, vier Jahre Assistenzarzt an der Irrenanstalt Dalldorf bei Berlin, wobei er während dieser Zeit die Physikatsprüfung ablegte, und ab 1884 zweiter Arzt an der Irrenanstalt Eichberg bei Richard Schroeter († 1906), wobei er nebenbei auch Arzt am Correctionshaus Ebersbach war. 1897  wurde er Direktor der neugebauten Provinzial-Heil- und Pflegeanstalt Weilmünster (Nassau). Sein Nachfolger dort war Eberhard Lantzius-Benigna.
Er war Autor in der Real-Encyclopädie der gesammten Heilkunde (Artikel Wahnsinn).

## Schriften
- Über die Unterbringung „geisteskranker Verbrecher“ und „verbrecherischer Geisteskranker“, Allg. Z. Psychiatr., Band 52, 1896, S. 380–437
- Verbrechertätowierungen, Allg. Z. Psychiatr., Band 52, 1896, S. 674–680
- Beiträge zu Albert Eulenburgs Real-Encyclopädie der gesammten Heilkunde. Erste Auflage.
  - Band 14 (1883) (Digitalisat), S. 580–583: Wahnsinn